# Lijst van voetbalinterlands Nicaragua - Saint Kitts en Nevis
Deze lijst van voetbalinterlands is een overzicht van alle officiële voetbalwedstrijden tussen de nationale teams van Nicaragua en Saint Kitts en Nevis. De landen hebben tot op heden een keer tegen elkaar gespeeld. Dat was een vriendschappelijke ontmoeting op 31 augustus 2016 in Managua.

## Wedstrijden
| № | Plaats  | Datum            | Competitie        | Wedstrijd                        | Uitslag |
| - | ------- | ---------------- | ----------------- | -------------------------------- | ------- |
| 1 | Managua | 31 augustus 2016 | Vriendschappelijk | Nicaragua − Saint Kitts en Nevis | 0 − 0   |

## Samenvatting
| Competitie        | Totaal gespeeld | Winst Nicaragua | Gelijk | Winst St. Kitts-Nev. | Doelsaldo Nicaragua – St. Kitts-Nev. |
| ----------------- | --------------- | --------------- | ------ | -------------------- | ------------------------------------ |
| Vriendschappelijk | 1               | 0               | 1      | 0                    | 0 − 0                                |
| Totaal            | 1               | 0               | 1      | 0                    | 0 − 0                                |

FNF · 
A-internationals · 
Nicaraguaans vrouwenelftal
Anguilla ·
Argentinië ·
Bahama's ·
Barbados ·
Belize ·
Bermuda ·
Bolivia ·
Colombia ·
Costa Rica ·
Cuba ·
Curaçao ·
Dominica ·
Dominicaanse Republiek ·
El Salvador ·
Ghana ·
Guatemala ·
Haïti ·
Honduras ·
Iran ·
Jamaica ·
Kaaimaneilanden ·
Mexico ·
Montserrat ·
Nederlandse Antillen ·
Panama ·
Paraguay ·
Peru ·
Puerto Rico ·
Saint Kitts en Nevis ·
Saint Vincent en de Grenadines ·
Suriname ·
Trinidad en Tobago ·
Turks- en Caicoseilanden ·
Uruguay ·
Venezuela ·
Verenigde Staten
SKNFA · A-internationals · Vrouwenelftal van Saint Kitts en Nevis
1979 – 1989 · 
1990 – 1999 · 
2000 – 2009 · 
2010 – 2019 ·
2020 − 2029
Amerikaanse Maagdeneilanden ·
Andorra ·
Anguilla ·
Antigua en Barbuda ·
Armenië ·
Aruba ·
Bahama's ·
Barbados ·
Belize ·
Bermuda ·
Britse Maagdeneilanden ·
Canada ·
Costa Rica ·
Cuba ·
Curaçao ·
Dominica ·
Dominicaanse Republiek ·
El Salvador ·
Estland ·
Georgië ·
Grenada ·
Guyana ·
Haïti ·
India ·
Jamaica ·
Kaaimaneilanden ·
Mauritius ·
Mexico ·
Montserrat ·
Nicaragua ·
Noord-Ierland ·
Puerto Rico ·
Saint Lucia ·
Saint Vincent en de Grenadines ·
San Marino ·
Suriname ·
Taiwan ·
Trinidad en Tobago ·
Turks- en Caicoseilanden ·
Verenigde Staten